# چیمدبازارین دامدینشاراف
چیمدبازارین دامدینشاراف (انگلیسی: Chimedbazaryn Damdinsharav؛ زادهٔ ۲۱ مارس ۱۹۴۵) کشتی‌گیر اهل مغولستان بود.